# Stabilimento Malyšev
Lo Stabilimento Malyšev (in ucraino Завод імені В. О. Малишева?, Zavod imeni B. O. Malyševa, acronimo ZIM), precedentemente Fabbrica di Locomotive di Char'kov (in russo Харьковский паровозостроительный завод?, Char'kovskij parovozostroitel'nyj zavod, acronimo ChPZ), è un'azienda statale ucraina di industria pesante, in particolare attiva nella produzione di veicoli corazzati per le forze armate ucraine. Prende il nome dal politico sovietico Vjačeslav Malyšev, figura di spicco dell'industria dell'URSS durante gli anni 40 e 50.

## Storia
L'azienda venne fondata nel 1895 presso la stazione di Charkiv come impianto per la costruzione di locomotive, delle quali divenne uno dei principali produttori dell'Impero Russo e dell'Unione Sovietica. Successivamente iniziò a produrre anche motori, macchinari agricoli e minerari, trattori e infine carri armati. Nel 1928 iniziò infatti la produzione del T-24, poi della serie BT (oltre 8000 esemplari) e del T-35. Poco prima dell'inizio dell'Operazione Barbarossa venne iniziata la fabbricazione del celebre T-34, che continuò quando l'intero impianto venne trasferito a est degli Urali e fuso con l'Uralvagonzavod. Dopo la fine della seconda guerra mondiale la fabbrica tornò a operare a Charkiv, dove nei decenni successivi produsse T-44, T-54/55, T-64 e T-80. Nel 1958 costruì anche il Kharkovchanka, un mezzo cingolato utilizzato per le esplorazioni antartiche che raggiunse il polo sud l'anno successivo.
In seguito all'indipendenza dell'Ucraina lo Stabilimento Malyšev si trovò in crisi, passando da produrre 800 carri nel 1991 a meno di 50 fino al 1996, quando riuscì a siglare un contratto con il Pakistan per la fornitura di 320 T-80UD. Attualmente la fabbrica, assieme alle sue aziende partner come la Kharkiv Morozov, progetta e produce i veicoli corazzati in servizio nell'esercito ucraino: il carro armato T-84 Oplot e i veicoli corazzati BTR-3, BTR-4, BTR-60 e BTR-70. Si occupa inoltre dell'ammodernamento dei mezzi di epoca sovietica, come i T-64 (convertiti in T-64BM Bulat), i T-72 e i T-80 (convertiti in T-84 Oplot).